# Zenon Kasztelan
Zenon Kasztelan ps. "Jojo", (ur. 16 listopada 1946) – polski piłkarz, środkowy ofensywny pomocnik.
Karierę piłkarską rozpoczął w wieku 13 lat, jako trampkarz Pogoni Szczecin. W 1965 roku razem z drużyną juniorów zdobył wicemistrzostwo kraju. W pierwszej drużynie Pogoni zadebiutował 22 sierpnia 1965 w meczu przeciwko Górnikowi Wałbrzych wygranym przez Pogoń 6:0, w którym zdobył trzy gole.
W latach 1960–1982 (z przerwą 1978–1980, kiedy był zawodnikiem Admiry Wiedeń) w granatowo-bordowych barwach Pogoni rozegrał razem 713 spotkań. Na boiskach I i II ligi zdobył łącznie 66 bramek w 333 meczach. Po zakończeniu kariery zawodniczej zajął się szkoleniem młodzieży w rodzimym klubie.
Wiosną 2007 powrócił na boisko w roli zawodnika na jeden charytatywny występ w barwach B-klasowej Pogoni Szczecin Nowej – klubu założonego przez kibiców Pogoni. Spotkanie zostało rozegrane 22 kwietnia 2007, a przeciwnikiem był Komarex Komarowo.

## Reprezentacja Polski
Cztery razy zagrał w reprezentacji Polski juniorów i sześć w kadrze A (w 1973), gdzie zdobył 1 bramkę. 
| l.p. | Data             | Miejsce       | Przeciwnik        | Rezultat | Rozgrywki  | Grał   | Uwagi |
| ---- | ---------------- | ------------- | ----------------- | -------- | ---------- | ------ | ----- |
| 1.   | 16 maja 1973     | Wrocław       | Irlandia          | 2-0      | towarzyski | do 69' |       |
| 2.   | 3 sierpnia 1973  | Chicago       | Stany Zjednoczone | 1-0      | towarzyski | do 27' |       |
| 3.   | 5 sierpnia 1973  | Los Angeles   | Meksyk            | 1-0      | towarzyski | od 46' |       |
| 4.   | 8 sierpnia 1973  | Monterrey     | Meksyk            | 2-1      | towarzyski | od 65' |       |
| 5.   | 10 sierpnia 1973 | San Francisco | Stany Zjednoczone | 4-0      | towarzyski | 90'    | Gol   |
| 6.   | 12 sierpnia 1973 | New Britain   | Stany Zjednoczone | 0-1      | towarzyski | od 46' |       |